# Dapidodigma demeter
Dapidodigma demeter är en fjärilsart som beskrevs av Clench 1961. Dapidodigma demeter ingår i släktet Dapidodigma och familjen juvelvingar. Inga underarter finns listade i Catalogue of Life.